# Draconarius venustus
Espèce
Draconarius venustus est une espèce d'araignées aranéomorphes de la famille des Agelenidae.

## Distribution
Cette espèce est endémique du Tadjikistan.

## Publication originale
- Ovtchinnikov, 1999 : On the supraspecific systematics of the subfamily Coelotinae (Araneae, Amaurobiidae) in the former USSR fauna. Tethys Entomological Research, vol. 1, p. 63-80.